# Coptodactyla nitida
Coptodactyla nitida är en skalbaggsart som beskrevs av Renaud Maurice Adrien Paulian 1933. Coptodactyla nitida ingår i släktet Coptodactyla och familjen bladhorningar. Inga underarter finns listade i Catalogue of Life.